# Municipio de St. Marys (Iowa)
El municipio de St. Marys (en inglés: St. Marys Township) es un municipio ubicado en el condado de Mills en el estado estadounidense de Iowa. En el año 2010 tenía una población de 121 habitantes y una densidad poblacional de 2,99 personas por km².

## Geografía
El municipio de St. Marys se encuentra ubicado en las coordenadas 41°7′18″N 95°50′54″O / 41.12167, -95.84833. Según la Oficina del Censo de los Estados Unidos, el municipio tiene una superficie total de 40.47 km², de la cual 38,99 km² corresponden a tierra firme y (3,67 %) 1,48 km² es agua.

## Demografía
Según el censo de 2010, había 121 personas residiendo en el municipio de St. Marys. La densidad de población era de 2,99 hab./km². De los 121 habitantes, el municipio de St. Marys estaba compuesto por el 98,35 % blancos, el 1,65 % eran amerindios. Del total de la población el 0,83 % eran hispanos o latinos de cualquier raza.